# Баудиссин
Баудиссин (нем. Baudissin, Bauditz) — старинная силезская (лужицкая) фамилия, прежде называвшая себя Баудисс.
Род упоминается ещё в документах 1326 года в Силезии, где члены её построили Большой и Малый Баудисс в Бреславском и Баудиссин — в Лигницком округах. В Лаузице, где они владели, между прочим, Шмелленом и Луппау, род Баудиссин угас в мужском колене с Вольфом Зигмундом Баудиссин, в 1682 г.
- Вольф-Генрих Баудиссин (1579—1646) из лужицкого дома Луппу был шведским фельдмаршалом, потом отправился в Голштинию, где был принят в число рыцарей.
- Внук его, Вольф Генрих Баудиссин (1671—1748), был королевско-польским и курфюрстско-саксонским кавалерийским генералом, также кабинетным министром и в 1741 г. возведен в имперское графское достоинство.
- Оба его внука, сыновья графа Генриха Христофора Баудиссин, бывшие саксонскими генералами от инфантерии и губернаторами Дрездена, продолжали род Баудиссин в Голштинии. Один из них, граф Генрих Фридрих Баудиссин (1753—1818), был датским посланником при прусском дворе; другой, Карл Людвиг Баудиссин (1756—1814 г.), был датским генерал-лейтенантом, губернатором Копенгагена и гроссмейстером ордена.
- Сын его, Генрих Август (1793—1834), наследовал двоюродному дяде, последнему графу Цинцендорфу, в Австрии и принял его имя и герб. Эта ветвь имела своим представителем графа Карла Людвига фон-Баудиссин Цинцендорфа (род. 3 марта 1862 г.).
- Другой сын, Отто Фридрих Магнус (1792—1865) — граф, шлезвиг-голштинский генерал.
- Старшим сыном графа Карла Людвига был получивший известность как писатель граф Вольф Баудиссин. Жена Генриха Фридриха, графиня Каролина Адельгейда Баудиссин (рожд. графиня Шиммельман, 1759—1826), в 1791 г. познакомилась в Карлсбаде с немецким поэтом Гердером и с тех пор была его близким другом. Она и сама выступила на литературное поприще с книгой «Dorfgesellschaft, ein unterrichtendes Lesebuch für das Volk» (2 т., Киль, 1792 г.; перевод на датский язык Гассе, 1793 г.).
- Внук её, граф Ульрих Баудиссин (1816—1893), одно время бывший майором на датской службе, известен своими комедиями и романами (напр., «Das Damenstift» (4 т., Штутгарт, 1875 г.);
- другой внук её, граф Адальберт Баудиссин (1820—1871), в 1849—50 гг. был обер-лейтенантом в шлезвиг-голштинской армии и кроме «Истории шлезвиг-голштинской войны» (Ганнов., 1862 г.) написал множество беллетрических произведений и исторических романов, напр., «Христиан VII и его двор» (Ганнов., 1863 г.).
- В конце XIX в. главой фамилии являлся живший в Киле граф Родерих Баудиссин (1819—1894), сын графа Фридриха Карла Баудиссин.

## Описание герба
В лазури 3 серебряных охотничьих рога с золотой вершиной и краем, составленные трилистником (трискелион).
На щите дворянский шлем, увенчанный серебряно-лазоревым бурелетом. Нашлемник: три страусовых пера, среднее лазоревое, крайние серебряные. Намет на щите лазоревый, подложенный серебром.